# Ophiolepis biscalata
Ophiolepis biscalata is een slangster uit de familie Ophiolepididae.
De wetenschappelijke naam van de soort werd voor het eerst geldig gepubliceerd in 2003 door Donald George McKnight.